# Eureka (rivista)
Eureka è stata una rivista contenitore di fumetti italiana pubblicata per 254 numeri dal novembre 1967 all'agosto 1984 dall'Editoriale Corno e successivamente dal 1988 al 2003, in diverse incarnazioni editoriali, dalla Max Bunker Press.

## Storia editoriale
Dopo linus e Sgt. Kirk, la terza rivista a fumetti a essere pubblicata in Italia fu Eureka, fondata e diretta per lungo periodo da Luciano Secchi (Max Bunker). 
Si discosta dagli schemi intellettualistici delle concorrenti e presenta sin dagli inizi diversi aspetti del mondo dei fumetti facendo convivere il genere umoristico e satirico con quello avventuroso sia britannico e americano. In particolare la testata ha anche il merito di aver pubblicato serie poco note al pubblico italiano come The Spirit di Will Eisner. Inizialmente la produzione italiana presenta solo opere dello stesso Secchi come la serie Maxmagnus disegnata da Magnus e altre disegnate da Chies e Paolo Piffarerio. Successivamente negli anni settanta modifica l'impostazione presentando anche strisce italiane satiriche o umoristiche come Sturmtruppen di Bonvi, Historiettes di Luca Novelli, Mr. Manager di Sergio Barletta e Lupo Alberto di Silver. Oltre ai fumetti presenta articoli di critica fumettistica alcuni dei quali firmati da Carlo Della Corte.
Il passaggio temporaneo della direzione a Maria Grazia Perini segna un maggior impegno politico e civile della rivista. Una volta ritornata sotto la direzione del fondatore, nel 1978, recupera l'originaria vocazione di contenitore di fumetti senza rinunciare a trattare temi di cronaca come il rapimento Moro, le paure del dopoguerra come nelle Cronache del dopobomba di Bonvi, ma la principale novità è la presenza di autori giapponesi di manga con autori come Yoshiro Tatsumi, Shôtaro Ishimori, Sabueo Kitagawa e Tadashi Matsumori. Negli anni ottanta nel tentativo di rinnovarsi la direzione è affidata ad Alfredo Castelli e a Silver con i quali la rivista si muove nell'ambito del fumetto tradizionale presentando oltre ai personaggi classici anche fumetti di autori sudamericani oltre a valorizzare autori italiani come con Gli Aristocratici di Castelli e Tacconi o fumetti di Magnus, Giorgio Turino, Sebastiano Vilella, Paolo Ongaro. Inoltre ogni numero viene dedicato a un tema che fa da sfondo ai fumetti proposti. 
La chiusura definitiva della storica testata avviene in concomitanza con il fallimento dell'Editoriale Corno. 
Nel 1988 la testata venne ripresa dalla Max Bunker Press per solo 8 numeri. Le fa seguito per 4 numeri Eureka Strip, che presenta strisce umoristiche nel caratteristico formato. Nel 1990 esce il numero unico Eureka Sole. Nel 1991, per 4 numeri, Eureka Avventura Classic. Tra il 1992 e il 1994 escono tre numeri di Eureka Graphic Novel (edizione a tiratura limitata di 990 copie destinate al mercato librario). Tra il 1997 e il 2003 escono 12 numeri di Eureka Cult Comics (distribuita solo per corrispondenza). Nel 2000 era ripresa Eureka Strip per 4 numeri.

## Serie a fumetti pubblicate
- Andy Capp di Reg Smythe (testimonial della rivista)
- Alley Oop di Vincent Trout Hamlin
- Arcibaldo e Petronilla di George McManus
- Bird di Hargreaves
- Chief di Joe Dawley
- Colt di Tom K. Ryan
- Drago di Burne Hogarth
- Fester Bestertester di Don Martin
- Fred Basset di Alex Graham
- Garth di Stephen Phillip Dowling
- Giudice Morris di Bob Wells e Bob Brent
- James Bond di Ian Fleming e Yaroslav Horak
- Joe Palooka di Ham Fisher
- Kerry Drake di Alfred Andriola
- Los Profesionales di Carlos Giménez
- Mafalda di Quino
- Maxmagnus di Magnus e Max Bunker
- Miss Peach di  Mell Lazarus
- Mister Mum di Phillips
- Modesty Blaise di Peter O’Donnel e Jim Holdaway
- Orlando di Giuseppe Laganà
- Piccolo Re di Otto Soglow
- Pixies di Wohl
- Red Barry di Will Gould
- Sarvan di Jordi Bernet e Antonio Segura
- Sniffy di George Fett
- Sordello di Carlo Santachiara
- Storie Nere di Alfonso Font
- The Perishers di Collins
- The Spirit di Will Eisner
- Tommy Wack di Hug Morren
- Un Casamento del Bronx di Will Eisner
- l'Uomo Ombra di Dennis O'Neil e Mike Kaluta
- Will-Yum di Dave Gerard

## Eureka Pocket
La collana Eureka Pocket pubblicava volumi tascabili a fumetti in edizione economica e di discreta qualità. Esordisce in edicola nel dicembre 1968 pochi mesi dopo gli Oscar Mondadori a fumetti dei quali ricorda l'impostazione editoriale e ripresenta in formato tascabile molti dei fumetti pubblicati sulla rivista Eureka oltre a materiale inedito. Pubblicata inizialmente con cadenza mensile presentando personaggi quali Uomo mascherato, Mandrake il mago, Flash Gordon e Brick Bradford si interrompe al settimo numero nel giugno 1969 per riprendere nel 1972 con dedicandosi principalmente al fumetto umoristico in strisce. Vengono pubblicati 82 albi in formato pocket inizialmente con cadenza mensile ma dal 1972 la periodicità diviene bimestrale. Alcuni titoli di particolare successo come Sturmtruppen sono stati ristampati più volte.
Elenco parziale dei personaggi pubblicati:
- Sturmtruppen (19 albi)
- I racconti del terrore di Stan Lee (9 albi)
- Lupo Alberto (6 albi)
- Andy Capp
- Tommy Wack
- i Coloniali
- Inside Woody Allen
- Garfield
- Cattivik
- F.B.I. chiama Agente Corrigan di Williamson e Goodwin (con l'Agente segreto X-9)
- Little Orphan Annie di Harold Gray
- Spirit, un detective creduto morto di Will Eisner
- Asso di Picche (scritto da Faustinelli e Ongaro, esordio di Hugo Pratt)
- Alle corte con re Maxmagnus (integrale delle avventure di Maxmagnus firmate da Magnus e Bunker)
- Maschera nera di Bunker e Piffarerio